# Immunità umorale passiva
Con la locuzione immunità umorale passiva ci si riferisce in particolare a quella parte della immunità che si basa sugli anticorpi che derivano dal siero di un altro uomo o animale immune o gammaglobuline, o quando essi vengono trasmessi dalla placenta materna alla circolazione fetale. Infine, anche il colostro che la madre fornisce ai propri figli in molte specie di mammiferi (cane, gatto, bovino, uomo...), va a costituire un'importante immunità passiva.